# Мешковское сельское поселение
Мешковское сельское поселение — муниципальное образование в Верхнедонском районе Ростовской области. 
Административный центр поселения — станица Мешковская.

## История
До августа 1990 года существовал исполком Мешковского сельского совета, а с августа 1990 года до марта 1992 года было разделение на исполком и сельский Совет.
В марте 1992 года исполком и сельский Совет реорганизовался в Мешковскую сельскую администрацию. На территории Мешковской сельской администрации было создано Мешковское сельское поселение.

## Административное устройство
В состав Мешковского сельского поселения входят:
- станица Мешковская,
- хутор Алексеевский,
- хутор Бирюковский,
- хутор Красноармейский,
- хутор Меловатский,
- хутор Назаровский,
- посёлок Октябрьский,
- хутор Скельновский,
- посёлок Суходольный.

## Население
| 2010  | 2012  | 2013  | 2014  | 2015  | 2016  | 2017  |
| ----- | ----- | ----- | ----- | ----- | ----- | ----- |
| 3007  | ↘2924 | ↘2864 | ↘2851 | ↘2790 | ↘2709 | ↘2644 |
| 2018  | 2019  | 2020  | 2021  |       |       |       |
| ↘2601 | ↘2541 | ↘2501 | ↘2455 |       |       |       |

## Археология
В 2010 году в скальном массиве у хутора Скельновский были найдены петроглифы, которые обнаруживают близость к петроглифам Каменной Могилы под Мелитополем (Украина). Датируемые средним бронзовым веком (5 тыс. л. н.). Cкельновские петроглифы расположены не на стенах грота, а на полу.